# Johns Hopkins
Johns Hopkins (Baltimore, 19 de mayo de 1795 - ibídem, 24 de diciembre de 1873) fue un empresario inversor, abolicionista y filántropo estadounidense, miembro de una familia cuáquera.
Creó numerosas instituciones que llevan su nombre, como el Hospital Johns Hopkins ―nombrado en repetidas ocasiones como hospital número uno en la encuesta sobre los mejores hospitales de Estados Unidos, que realiza anualmente la revista U.S. News & World Report―; la Universidad Johns Hopkins, incluyendo distintas secciones como la Escuela de Enfermería; la Escuela de Medicina; la Escuela Johns Hopkins Bloomberg de Salud Pública y la Escuela de Negocios Carey.
La biografía titulada Johns Hopkins: una silueta, escrita por su prima Helen Hopkins Thom, se publicó en 1929 en la editorial Johns Hopkins University Press.

## Infancia y juventud
Johns Hopkins fue uno de los once hijos de Samuel Hopkins (1759–1814) de Crofton (Maryland) y Hannah Janney (1774–1864), del Condado de Loudoun (Virginia). Vivió en Whitehall, una plantación de tabaco de 200 hectáreas (500 acres) en el condado de Anne Arundel (Maryland). Le pusieron el nombre de su abuelo «Johns Hopkins», que a su vez lo recibió cuando la madre de dicho antepasado suyo, su bisabuela Margaret Johns, se casó con Gerard Hopkins.
La familia Hopkins pertenecía a la Sociedad Religiosa de los Amigos, también conocidos como «cuáqueros». En 1807, liberaron a sus esclavos, de acuerdo con el dictado de su comunidad, que solicitaba la liberación de las personas sin discapacidad y el cuidado de los demás, que permanecerían en la plantación y proporcionarían mano de obra según sus posibilidades.
Los dos mayores de los once hermanos, Johns (de 12 años) y su hermano mayor, tuvieron que trabajar en el campo, interrumpiendo su educación formal. De 1806 a 1809, probablemente asistió a la escuela local, The Free School of Anne Arundel County, en lo que hoy día es la ciudad de Davidsonville (estado de Maryland).
En 1812, a la edad de 17 años, Hopkins sale de la plantación para trabajar en la tienda de ultramarinos de su tío Gerard Hopkins en Baltimore. Mientras vivía con la familia de su tío, John y su prima Elizabeth se enamoraron; sin embargo, nunca se casaron debido al fuerte tabú cuáquero respecto al matrimonio entre primos hermanos.
A medida que podía, Hopkins mantuvo a su familia de acogida, tanto durante su vida como póstumamente en su testamento. Legó una casa para residencia de su prima Elizabeth, donde vivió hasta su muerte en 1889.
La finca Whitehall Plantation se encuentra en Crofton, Maryland. La vivienda, restaurada y modificada, está en Johns Hopkins Road, al lado de Reidel Road. La propiedad, muy cuidada, está rodeada por el club de golf Walden y tiene una placa conmemorativa.

## Empresario
Las primeras experiencias de Hopkins en los negocios tuvieron lugar cuando fue puesto a cargo de la tienda de golosinas para mayoristas, mientras su tío estaba de viaje durante la guerra de 1812. Después de siete años con su tío, Hopkins entró en un negocio junto con Benjamin Moore, un compañero cuáquero. Esta sociedad comercial con Moore se disolvió posteriormente, debido a desacuerdos creados por la inclinación de Hopkins a la acumulación de capital en el negocio.
Después de la retirada de Moore, Hopkins se asoció con tres de sus hermanos y se fundó la compañía Hopkins & Brothers Wholesalers. La empresa prosperó con la venta de mercancías diversas en el valle de Shenandoah mediante carretas tiradas por caballos (conestoga wagons), a veces a cambio de whisky de maíz, que luego se vendía en Baltimore como Hopkins’ Best. Sin embargo, la mayor parte de la fortuna de Hopkins fue hecha mediante sus juiciosas inversiones en un gran número de empresas, especialmente el ferrocarril Baltimore-Ohio (B&O), del que se convirtió en director en 1847 y presidente del Comité de Finanzas en 1855. También fue presidente del Banco de Comerciantes, así como director de un gran número de otras organizaciones.
Siendo una persona caritativa, Hopkins puso su propio dinero más de una vez, no sólo para ayudar a Baltimore City en tiempos de crisis financieras, sino también para rescatar dos veces el ferrocarril de la deuda, en 1857 y 1873.
En 1996, Johns Hopkins aparecía clasificado en el número 69 en la publicación The Wealthy 100: desde Benjamin Franklin hasta Bill Gates: una clasificación de los estadounidenses más ricos, del pasado y de la actualidad.
Desde muy joven, Johns Hopkins había considerado la riqueza como un fideicomiso en beneficio de las generaciones futuras. Se dice que le dijo a su jardinero que, «Como el hombre de la parábola [de los talentos], he tenido muchos talentos que me han sido dados y siento que estoy en deuda. No voy a enterrarlos: voy a dárselos a los muchachos que aspiran a una mayor cultura», asunto que comparte con sus amistades 25 años antes de que Andrew Carnegie publicara Gospel of wealth (El evangelio de la riqueza).
Falleció en la víspera de Navidad de 1873 en casa de su prima Elizabeth.